# Dacian Cioloș
Dacian Cioloș (* 27. července 1969, Zalău, Rumunsko) je rumunský a evropský politik, od února 2010 komisař pro zemědělství a rozvoj venkova v Evropské komisi vedené José Barrosem.

## Vyznamenání
- Řád republiky – Moldavsko, 2016 – udělil prezident Nicolae Timofti[1]